# 男妓 (电视剧)
《男妓》（羅馬化：Chai Paetsaya）是一部由TV Scene and Picture Company Limited制作，改编自V·温查雅库同名小说的泰国浪漫电视剧。此剧由纳塔吾·斯金杰、希里亚姆·帕克迪杜姆朗格瑞特、帕努瓦·普利马尼楠、娜妮达·缇查希、迈苏·君让迪功、查塔瑞卡·西缇普容、奥利弗·普帕特、塔克利·达万鹏主演，2023年4月16日起每周五至周日晚上8点20分于泰国第3电视台和Netflix上播出。同期在Netflix上架的作品有《强悍媳妇》、《劫心恋人》、《轻触我心》、《皇家医生》、《日影之下》以及《湄南河之血2023》。

## 演员阵容

### 主要演员
- 希里亚姆·帕克迪杜姆朗格瑞特 饰演 Onyanee（Orn）
- 纳塔吾·斯金杰 饰演 Wiwit（Wit）/ Wim
- 帕努瓦·普利马尼楠 饰演 Naphong
- 娜妮达·缇查希 饰演 Ployrung

### 其他演员
- 迈苏·君让迪功（英语：Masu Junyangdikul） 饰演 Tatcha
- 查塔瑞卡·西缇普容 饰演 Petchroi
- 奥利弗·普帕特 饰演 Phumek
- 塔克利·达万鹏 饰演 Phumjai
- 阿提瓦·舍霖翁·那·阿育塔亚（Ton）饰演 Phakhun

### 客串演员
- 亚瑟·阿皮查·伽诺伊 饰演 Boss
- Chaiyapat Pitisutrakul（Meng）（第十二集）

## 制作
剧组于2022年8月在位于廊鉴的泰国第3电视台演播室举行了开机仪式。

## 电视节目的变迁
| 泰国第3电视台 星期五至日20:30 | 泰国第3电视台 星期五至日20:30         | 泰国第3电视台 星期五至日20:30 |
| ----------------------------- | ------------------------------------- | ----------------------------- |
|                               | 男妓 （2023年4月16日－2023年5月27日） |                               |
| 湄南河之血2023                | 是你 （重播）                         |                               |